# Paul Rion
Paul Rion (Obercorn, 1940 –) luxemburgi nemzetközi labdarúgó-játékvezető.

## Pályafutása

### Nemzeti játékvezetés
1980-ban lett hazája legfelső szintű labdarúgó-bajnokságának játékvezetője. Az aktív nemzeti játékvezetéstől 1985-ben vonult vissza.

### Nemzetközi játékvezetés
A Luxemburgi labdarúgó-szövetség Játékvezető Bizottsága (JB) 1981-ben terjesztette fel nemzetközi játékvezetőnek, a Nemzetközi Labdarúgó-szövetség (FIFA) bíróinak keretébe. Több nemzetek közötti válogatott és klubmérkőzést vezetett vagy partbíróként tevékenykedett. A luxemburgi nemzetközi játékvezetők rangsorában, a világbajnokság-Európa-bajnokság sorrendjében többedmagával a 10. helyet foglalja el 1 találkozó szolgálatával. Az aktív nemzetközi játékvezetéstől 1985-ben búcsúzott.

#### Európa-bajnokság
Az európai-labdarúgó torna döntőjéhez vezető úton Franciaországba a VII., az 1984-es labdarúgó-Európa-bajnokságra az UEFA JB játékvezetőként foglalkoztatta.
| Időpont           | Helyszín                       | Mérkőzés típusa           | Mérkőzés        | Eredmény | Nézők száma |
| ----------------- | ------------------------------ | ------------------------- | --------------- | -------- | ----------- |
| 1982. október 13. | Lansdowne Road Stadion, Dublin | előselejtező (7. csoport) | Írország–Izland | 2 : 0    | 23 371      |